# 翠竹路 (龍崗區)
翠竹路，是中國廣東深圳的西南-東北方向道路，在龍崗區，南邊從銀威路開始，到北邊的龍崗大道。

## 名字
因為翠竹村在附近所以改这个名。

## 敘述
全長545m，闊10米，雙向2車道。

## 經過道路
從南到北，粗字是主幹道：
- 銀威路
- 建新路
- 205国道（龍崗大道）